# Iura quaesita
Iura quaesita („wohlerworbene Rechte“) waren in der Rechtssprache des Gemeinen Rechts formale Rechtstitel, die insbesondere durch Privilegien verliehen wurden. Sie umfassten die Vergabe subjektiver Rechte an Einzelne oder Rechtsgemeinschaften, die in Abgrenzung zu den originären Rechten, welche aus natürlicher Freiheit erwuchsen, kraft Rechtsakt übertragen wurden. Sie waren damit nicht inhaltlich, sondern lediglich hinsichtlich des Erwerbstatbestandes voneinander abgrenzbar. Beeinflusst war der seit dem Mittelalter bekannte Rechtsbegriff vom römischen Recht.
Iura quaesita waren in beschränktem Maße vor dem Reichskammergericht und dem Reichshofrat rechtsschutzfähig gegenüber den Landesherrn, bis die beiden Einrichtungen 1806 – mit dem Untergang des Alten Reichs, in dessen Sog auch das Gemeine Recht gegenstandslos wurde – aufgelöst wurden. Um die iura quaesita zu schützen, haben Juristen, wie etwa Philipp Knipschild, seit dem 17. Jahrhundert versucht, dem Herkommen der Rechtsansprüche  plausible rationale Argumente beiseite zu stellen. Die Rechte der Reichsritter verhandelte Knipschild beispielsweise mit der neuartigen Begründung, dass der Adel seit jeher in kausaler Beziehung zum Kaiser stand. Damit bewirkte er, dass zugunsten der geltend gemachten Ansprüche der Ritterschaft eine rechtliche Vermutung greifen konnte.